# Список охраняемых природных территорий Тосканы
В итальянском регионе Тоскана к охраняемым природным территориям относится почти 10 % территории региона, что составляет 227 000 гектаров. В её состав входят: 3 национальных парка, 3 региональных парка, 2 провинциальных парка, 36 государственных природных резерватов, 37 региональных природных резерватов и 52 природных территории местного значения.

## Национальные парки
- Национальный парк Форесте-Казентинези, Монте-Фальтерона и Кампинья (ит.) — совместно с регионом Эмилия-Романья
- Национальный парк Апеннино-Тоско-Эмилиано — совместно с регионом Эмилия-Романья
- Национальный парк Тосканский архипелаг (итал. Parco nazionale dell'Arcipelago Toscano)

## Региональные парки
- Маремма (природный парк) (ит.)
- Мильиярино, Сан-Россоре, Массачукколи (природный парк) (ит.)
- Апуанские Альпы (природный парк) (ит.)

## Провинциальные парки
- Ливорнские горы (природный парк) (ит.)
- Межпровинциальный парк Монтиони (ит.)

## Государственные резерваты
итал. Riserva naturale
- Абетоне (природный резерват) (фр.) — категория Ia по классификации Международного союза охраны природы (МСОП)
- Аккерино (природный резерват) (ит.) — категория Ia
- Альпе делла Луна (природный резерват) (ит.) — категория IV
- Бадия Праталья (природный резерват) (ит.) — категория Ia, совместно с регионом Эмилия-Романья
- Белагайо (природный резерват) (фр.) — категория IV
- Биббона (природный резерват) (фр.) — категория Ia
- Калафурия (природный резерват) (ит.) — категория IV
- Камальдоли (природный резерват) (ит.) — категория Ia
- Камполино (ит.) — категория Ia
- Каселли (природный резерват) (ит.) — категория Ia
- Корноккья (природный резерват) (ит.) — категория IV
- Дюна Фенилья (природный резерват) (ит.) — категория по классификации МСОП нет
- Природный резерват Формоле (итал. Riserva naturale Formole)
- Природный резерват Фунгая (итал. Riserva naturale Fungaia)
- Природный резерват Остров Монте-Кристо (итал. Riserva naturale Isola di Montecristo)
- Природный резерват Озеро Бурано (итал. Riserva naturale Lago di Burano)
- Природный резерват Лагуна Орбетелло-ди-Поненте (итал. Riserva naturale Laguna di Orbetello di Ponente)
- Природный резерват Ламаросса (итал. Riserva naturale Lamarossa)
- Природный резерват Марсилиана (итал. Riserva naturale Marsiliana)
- Природный резерват Монтечелези (итал. Riserva naturale Montecellesi)
- Природный резерват Монтефальконе (итал. Riserva naturale Montefalcone)
- Природный резерват Оречелла (итал. Riserva naturale Orecchiella)
- Природный резерват Орридо ди Ботри (итал. Riserva naturale Orrido di Botri)
- Природный резерват Палаццо (итал. Riserva naturale Palazzo)
- Природный резерват Панья ди Корфино (итал. Riserva naturale Pania di Corfino)
- Природный резерват Пиано дель Онтани (итал. Riserva naturale Piano degli Ontani)
- Природный резерват Поггио Адорно (итал. Riserva naturale Poggio Adorno)
- Природный резерват Поггио Россо (итал. Riserva naturale Poggio Rosso)
- Природный резерват Поггио Тре Каннелли (итал. Riserva naturale Poggio Tre Cancelli)
- Природный резерват Скалино (итал. Riserva naturale Scarlino)
- Природный резерват Скоделла (итал. Riserva naturale Scodella)
- Природный резерват Токки (итал. Riserva naturale Tocchi)
- Природный резерват Томболо ди Чечина (итал. Riserva naturale Tombolo di Cecina)
- Природный резерват Томболи ди Фоллоника (итал. Riserva naturale Tomboli di Follonica)
- Природный резерват Валломброса (итал. Riserva naturale Vallombrosa)
- Цуккайя (природный резерват) (ит.) — категория Ia

## Провинциальные резерваты
- Природный резерват Альпе делла Луна
- Природный резерват Альта Валле дель Тевере — Монте Неро (ит.)
- Природный резерват Боско ди Монтальто (ит.)
- Природный резерват гор Роньози
- Природный резерват Понте а Буриано и Пенна
- Природный резерват Сассо ди Симоне
- Природный резерват долины Инферно и Банделла
- Природный резерват Аккерино Кантагалло
- Природный резерват Альто Мерсе
- Природный резерват Бассо Мерсе
- Природный резерват Лес Бериньоне
- Природный резерват Боско ди Санта-Агнезе
- Природный резерват Кастельвеккьо
- Природный резерват Корнате и Фосини
- Природный резерват Диачча Ботрона
- Природный резерват Фарма
- Природный резерват Ла Пьетра
- Природный резерват Озеро Монтапульчано
- Природный резерват провинциальное Озеро Санта-Луче
- Природный резерват провинциальное Озеро Сиболла
- Природный резерват Лагуна Орбетелло
- Природный резерват Луччобелла
- Природный резерват Монтауто
- Природный резерват Монте Лаббро
- Природный резерват Монтерно
- Природный резерват Монте Пенна
- Природный резерват Монтеруфоли-Каселли
- Природный резерват Падуле Орти-Боттагоне
- Природный резерват Падуле ди Фучеччо (FI)
- Природный резерват Падуле ди Фучеччо (PT)
- Природный резерват Пескинелло
- Природный резерват Пьетрапорчиана
- Природный резерват Пигеллето
- Природный резерват Поггио альломо
- Природный резерват Боско ди Роккони
- Природный резерват провинциальный Боско дельла SS. Тринита́
- Природный резерват провинциальный Оазис делла Контесса — не включён в EUAP
- Природный резерват провинциальный Монте Серра ди Сотто — не включён в EUAP

## Природные территории местного значения
- Станьи ди Фоконьяно (ит.)
- Альта Валле дел Торренте Карфало — не включена в EUAP
- Лато
- Монте Кастелларе
- Валле делле Фонти
- Боско ди Танали
- Джардино-Белора Фиуме Чечина (ит.)
- Серра Басса
- Стационе Релитта ди Пино Ларичио
- Парк Флювиале делла Альта Валь д'Эльса
- Озеро ди Киуси
- Валь-д’Орча
- Арборето Монументале ди Мончиони: Пинетум
- Боско ди Сарьяно
- delle Costiere di Scarlino
- Foresta di Sant'Antonio
- Il Bottaccio
- Озеро ди Порта
- Озеро и Рупи ди Порта
- Le Balze
- Macchia della Magona
- Montececeri
- Торренте Менсола
- Монтеферато
- Нуклеи ди Тахус Бакката ди Пратиеги
- Серпентины ди Пьеве Сан-Стефано
- Поггио Рипагера - С.Бригидо
- Кальвана (it:Calvana) — не включена в EUAP
- Артимино
- Торрент Терцолле
- Пьетрамарина (ит.)
- Кашине ди Тавола (ит.)
- Габбианелло-Боскотондо (ит.)
- Археологический парк в Сан-Сильвестро (ит.)

## Защищённые морские территории
- Санктуарий морских млекопитающих (ит.) — распространяется также на Лигурию, северную часть Сардинии, Корсику и восточную часть средиземноморского побережья Франции.

## Влажные зоны
- Озеро Бурано
- Лагуна Орбетелло
- Болото Диачча Ботрона (ит.)
- Падуле ди Болгери (ит.) — не включён в EUAP
- Падуле ди Фучеччо (ит.)

## Прочие охраняемые территории
- Природная территория промонтория Аргенарио
- Археологический парк Барратти и Популония (ит.)
- Парки Валь ди Корния (ит.)
- Побережье Римильяно (природный парк) (ит.)
- Природный лесной парк Поггио Нери — не включён в EUAP
- Природная территория местного значения Стэрпаия (фр.)
- Природная территория местного значения Росса
- Дюны Тиррении (ит.)